# Férfi kettesbob az 1952. évi téli olimpiai játékokon
Az 1952. évi téli olimpiai játékokon a bob férfi kettes versenyszámát február 14-én és 15-én rendezték. Az aranyérmet a német Andreas Ostler–Lorenz Nieberl-páros nyerte meg. A versenyszámban nem vett részt magyar páros.

## Eredmények
A verseny négy futamból állt. A négy futam időeredményének összessége határozta meg a végső sorrendet. Az időeredmények másodpercben értendők. A futamok legjobb időeredményei vastagbetűvel olvashatóak.
| Helyezés | Csapat                                                        | 1.      | 2.      | 3.      | 4.      | Össz.   |
| -------- | ------------------------------------------------------------- | ------- | ------- | ------- | ------- | ------- |
| Arany    | Németország (GER)-1 · Andreas Ostler · Lorenz Nieberl         | 1:20,76 | 1:21,64 | 1:21,02 | 1:21,12 | 5:24,54 |
| Ezüst    | Egyesült Államok (USA)-1 · Stanley Benham · Patrick Martin    | 1:22,03 | 1:22,12 | 1:21,21 | 1:21,53 | 5:26,89 |
| Bronz    | Svájc (SUI)-1 · Fritz Feierabend · Stephan Waser              | 1:22,13 | 1:22,46 | 1:21,67 | 1:21,45 | 5:27,71 |
| 4.       | Svájc (SUI)-2 · Felix Endrich · Werner Spring                 | 1:22,14 | 1:22,32 | 1:22,50 | 1:22,19 | 5:29,15 |
| 5.       | Franciaország (FRA)-2 · André Robin · Henri Rivière           | 1:23,22 | 1:23,06 | 1:22,85 | 1:22,85 | 5:31,98 |
| 6.       | Belgium (BEL)-1 · Marcel Leclef · Albert Casteleyns           | 1:22,09 | 1:23,69 | 1:22,94 | 1:23,79 | 5:32,51 |
| 7.       | Egyesült Államok (USA)-2 · Frederick Fortune · John L. Helmer | 1:23,46 | 1:24,48 | 1:23,15 | 1:22,73 | 5:33,82 |
| 8.       | Svédország (SWE)-1 · Olle Axelsson · Jan Lapidoth             | 1:24,30 | 1:23,92 | 1:23,46 | 1:24,09 | 5:35,77 |
| 9.       | Ausztria (AUT)-1 · Karl Wagner · Franz Eckhardt               | 1:24,16 | 1:24,54 | 1:24,00 | 1:24,34 | 5:37,04 |
| 10.      | Olaszország (ITA)-2 · Alberto Della Beffa · Dario Colombi     | 1:23,86 | 1:24,71 | 1:24,03 | 1:24,62 | 5:37,22 |
| 11.      | Németország (GER)-2 · Theo Kitt · Friedrich Kuhn              | 1:24,43 | 1:25,22 | 1:24,52 | 1:24,08 | 5:38,25 |
| 12.      | Olaszország (ITA)-1 · Umberto Gilarduzzi · Luigi Cavalieri    | 1:23,86 | 1:25,26 | 1:24,80 | 1:24,44 | 5:38,36 |
| 13.      | Norvégia (NOR)-1 · Arne Holst · Kåre Christiansen             | 1:24,52 | 1:24,77 | 1:24,24 | 1:24,88 | 5:38,41 |
| 14.      | Norvégia (NOR)-2 · Erik Tandberg · Curt James Haydn           | 1:26,33 | 1:24,82 | 1:24,23 | 1:24,24 | 5:39,62 |
| 15.      | Svédország (SWE)-2 · Kjell Holmström · Nils Landgren          | 1:25,76 | 1:25,84 | 1:25,65 | 1:25,57 | 5:42,82 |
| 16.      | Ausztria (AUT)-2 · Heinz Hoppichler · Wilfried Thurner        | 1:30,27 | 1:28,30 | 1:27,78 | 1:27,51 | 5:53,86 |
| 17.      | Franciaország (FRA)-1 · Robert Guillard · Joseph Chatelus     | 1:29,68 | 1:28,84 | 1:28,71 | 1:28,08 | 5:55,31 |
| 18.      | Belgium (BEL)-2 · Charles de Sorgher · André de Wulf          | 1:29,49 | 1:29,00 | 1:29,29 | 1:30,50 | 5:58,28 |